# Georges Saad Abi Younes
Georges Saad Abi Younes OLM (ur. 18 kwietnia 1948 w Hammana) – libański duchowny maronicki pracujący w Meksyku, w latach 2003-2024  biskup Meksyku.

## Życiorys
Święcenia kapłańskie przyjął 3 lipca 1977 w Zakonie Libańskich Maronitów. Studiował na uniwersytecie w Kasliku, gdzie otrzymał tytuły naukowe m.in. z psychologii, filozofii i teologii. W 1984 wyjechał do Kanady i pomagał organizować administraturę maronicką w Montrealu. W 1988 przeniósł się do Meksyku i rozpoczął pracę w tamtejszej misji maronickiej, zaś w 1995 został jej przełożonym. W 1997 został mianowany protosyncelem diecezji Nuestra Señora de los Mártires del Líbano en México. 22 lutego 2003 papież Jan Paweł II mianował go biskupem tejże eparchii. Sakry udzielił mu 26 kwietnia tegoż roku patriarcha Nasrallah Piotr Sfeir. 10 lipca 2024 papież Franciszek przyjął jego rezygnację z urzędu biskupa Meksyku. 